# Пінокартон
Пінокарто́н — листовий матеріал, що має досить високу жорсткість, при порівняно невеликій вазі.
Лист пінокартону складається з шару спіненого полістиролу або поліуретану, який обклеєний тонким картоном з обох боків. Характеристики пінокартону виходять з властивостей синтетичного матеріалу, що становить його основу.
Пінокартон відрізняється незвичайною легкістю обробки — він без зусиль ріжеться звичайним макетним ножем. Завдяки цим властивостям пінокартон набув популярність у найрізноманітніших сферах рекламної діяльності.
Недоліки пінокартону — він гігроскопічний (картон може вбирати вологу), відносно крихкий порівняно з листами ПВХ і легко брудниться.
Пінокартон рекомендовано зберігати в чистому, сухому приміщенні, без різкої зміни температур. При зберіганні і транспортуванні слід оберігати краї і кути листів від ударів, а поверхня від контакту з гострими предметами.

## Номенклатура
За товщиною листа пінокартон може бути 3 мм, 5 мм, 10 мм.
Випускають листами 1 000×1 400 мм для товщини 3, 5, 10 мм; 1300×1000 мм для 10 мм; 1 400×3 000 мм для 5, 10 мм; 700×1 400 мм для 10 мм; 800×1 000 мм для 10 мм; 1 000×1 000 мм для 3,5 мм; 700×1 000 мм для 3,5 мм; 900×1300 мм для 3 мм; 2 500×1 400 мм для 5 мм.
Піна може бути білою або чорною, з відповідним за кольором картоном. Також зустрічаються різновиди пінокартону товщиною 5 мм, з одного боку обклеєного кольоровим картоном (червоним, синім і т. д.)
| Назва матеріалу                                                                      | Товщина, мм | Розмір листа, мм |
| KARA-LINE має картонне лицювання з двох сторін)                                      | 3           | 700×1 000        |
| KARA-LINE має картонне лицювання з двох сторін)                                      | 5           | 700×1 000        |
| KARA-LINE має картонне лицювання з двох сторін)                                      | 5           | 1 000×1 400      |
| KARA-LINE має картонне лицювання з двох сторін)                                      | 5           | 1 400×3 000      |
| KARA-LINE має картонне лицювання з двох сторін)                                      | 10          | 1 000×1 400      |
| KARA-LINE має картонне лицювання з двох сторін)                                      | 10          | 1 400×3 000      |
| KARA-COLOR (сірий, чорний)                                                           | 5           | 500×700          |
| KARA-COLOR (сірий, чорний)                                                           | 5           | 700×1 000        |
| KARA-COLOR (сірий, чорний)                                                           | 5           | 1 000×1 400      |
| KARA-LUX (глянцеве лицювання з двох сторон)                                          | 5           | 700×1 000        |
| KARA-LUX (глянцеве лицювання з двох сторон)                                          | 5           | 1 000×1 400      |
| KARA-LUX (глянцеве лицювання з двох сторон)                                          | 10          | 1 000×1 400      |
| KARA-LUX (глянцеве лицювання з двох сторон)                                          | 10          | 1 400×3 000      |
| KARA-MOUNT (має матову білу поверхню, шар фольги)                                    | 5           | 1 000×1 400      |
| KARA-MOUNT (має матову білу поверхню, шар фольги)                                    | 5           | 1 400×3 000      |
| KARA-MOUNT (має матову білу поверхню, шар фольги)                                    | 10          | 1 000×1 400      |
| KARA-MOUNT (має матову білу поверхню, шар фольги)                                    | 10          | 1 400×3 000      |
| KARA-FLEX (має картонне лицювання з двох сторін)                                     | 5           | 1 000×1 400      |
| FOAM – X Спінений полістирол облицьований з двох сторін картоном                     | 3           | 700×1 000        |
| FOAM – X Спінений полістирол облицьований з двох сторін картоном                     | 5           | 700×1 000        |
| FOAM – X Спінений полістирол облицьований з двох сторін картоном                     | 5           | 1 000×1 400      |
| FOAM – X Спінений полістирол облицьований з двох сторін картоном                     | 5           | 1 400×3000       |
| FOAM – X Спінений полістирол облицьований з двох сторін картоном                     | 10          | 1 000×1 400      |
| FOAM – X Спінений полістирол облицьований з двох сторін картоном                     | 10          | 1 400×3 000      |
| FOAM – X COLOR Спінений полістирол облицьований з двох сторін картоном, колір чорний | 5           | 700×1 000        |
| FOAM – X COLOR Спінений полістирол облицьований з двох сторін картоном, колір чорний | 5           | 762×1 016        |
| FOAM – X COLOR Спінений полістирол облицьований з двох сторін картоном, колір чорний | 5           | 1 000×1 400      |

## Галузі використання
Галузі використання пінокартону:
- у поліграфії — як матеріал для друку, найчастіше трафаретного (шовкографією), рідше тампонного;
- у будівельній справі — як теплошумоізоляційна вирівнювальна основа під шпалери;
- у комерційній справі — як матеріал для оформлення місць продажів (POS), різних фігурок (фігурне висікання), промоційні (збільшені в розмірах) макети різних товарів тощо;
- у виставковій індустрії — для виготовлення недорогих одноразових виставкових елементів;
- в інтер'єрній рекламі — настінні планшети, дошки оголошень, інформаційні таблички, інтер'єрні вказівники тощо;
- в архітектурі — для виготовлення різноманітних макетів;
- в оформленні інтер'єрів — як матеріал для паспарту, об'ємний носій для каширування світлин, постерів, мап тощо.